# 波涛图屏风
《波涛图屏风》（日语：波濤図屏風）是日本艺术家尾形光琳绘制的双面屏风圖。該作品约繪製于1704至1709年间，描绘了暴风雨下的海浪。自1926年起，在弗莱彻基金支持下购入以後，一直收藏在纽约的大都會藝術博物館。

## 背景
纵观日本藝術史，许多艺术家都试图在他们的作品中展现海浪激起那一刻的状态，这些主题不仅在画卷和丝绸上，也在扇子、屏风以及装饰物上出现。

## 内容
在葛饰北斋的《神奈川沖浪裏》作品出現之前，尾形光琳的《波涛图屏风》是日本绘画中就“无法接近的海洋”这一元素而言最重要的作品。尾形为了完成这幅作品，使用了古代中国“一手握两笔”的技巧。
他使用墨水、颜料以及贴金來绘画，借助细长觸手般的浪沫與龙爪状的波浪，使波浪传达了大自然的威力。就尾形而言，該作主要採用墨水线条來表現，可謂非比尋常。
屏风上印有“道崇（どうすう）”，这是尾形光琳在1704年开始使用的化名。近期的研究表明他在1704至1709年之间创作了这幅作品，这段时间是他住在江户（今东京）的过渡期。他在這段期間的作品受到了狩野派代表的强烈影响。
《波涛图屏风》可能直接受雪村周继（约1504 —约1589）作品的影響，雪村现存作品中有很多躍動且風格神秘的波浪图像。《波涛图屏风》也受到俵屋宗達影响。此人擅長繪製陰沉的海景，但尾形光琳是从中化用出海洋的洶湧澎湃。

## 影响
《波涛图屏风》啟發了尾形光琳的追随者酒井抱一。他在1805年创作出《波图屏风》，嘗試達到类似的恐怖氛圍和險境。过去酒井抱一家族曾經委託尾形光琳繪畫，这让酒井抱一有一系列尾形光琳的作品端詳學習。《波图屏风》是在銀箔上用墨水创作的，比起尾形光琳的眾作品更為抽象，但保留了它的魔性。

## 拓展链接
- 维基共享资源上的相關多媒體資源：尾形光琳
- 波濤図屏風 （页面存档备份，存于） 作品介绍. 东京富士美术馆. [2018-11-8]